# 后角天后廟

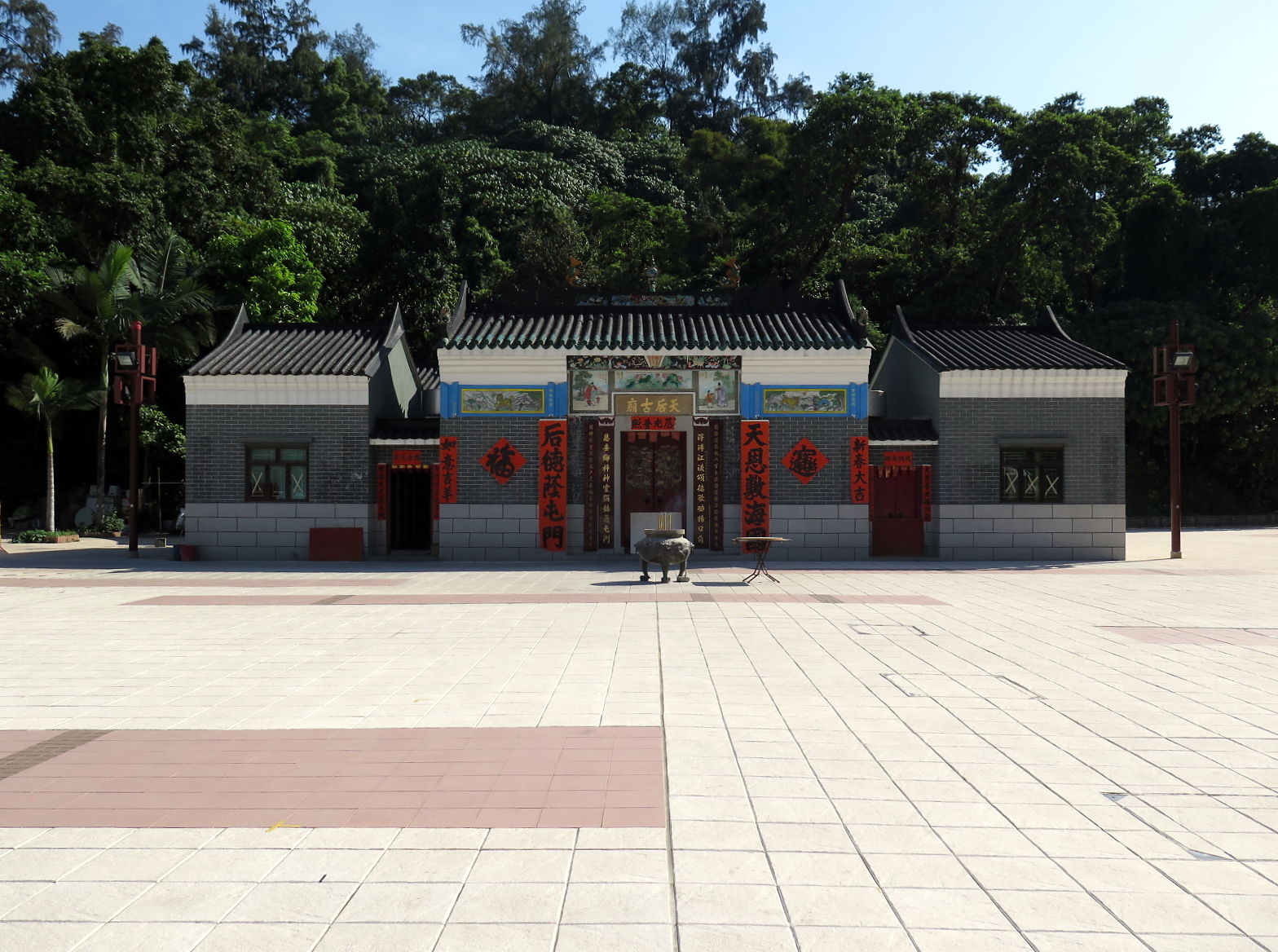
屯門后角天后廟

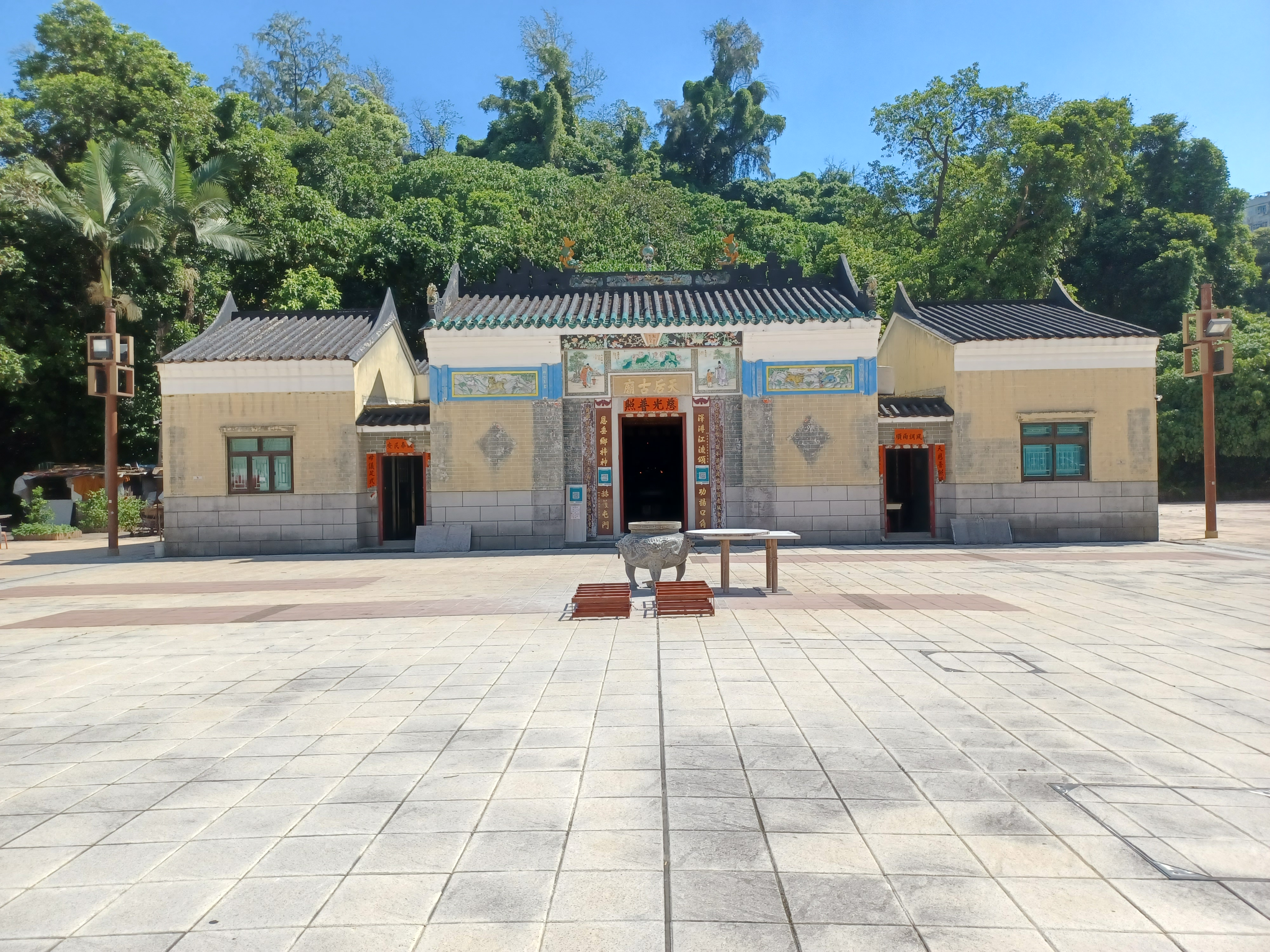
后角天后廟（2022年）

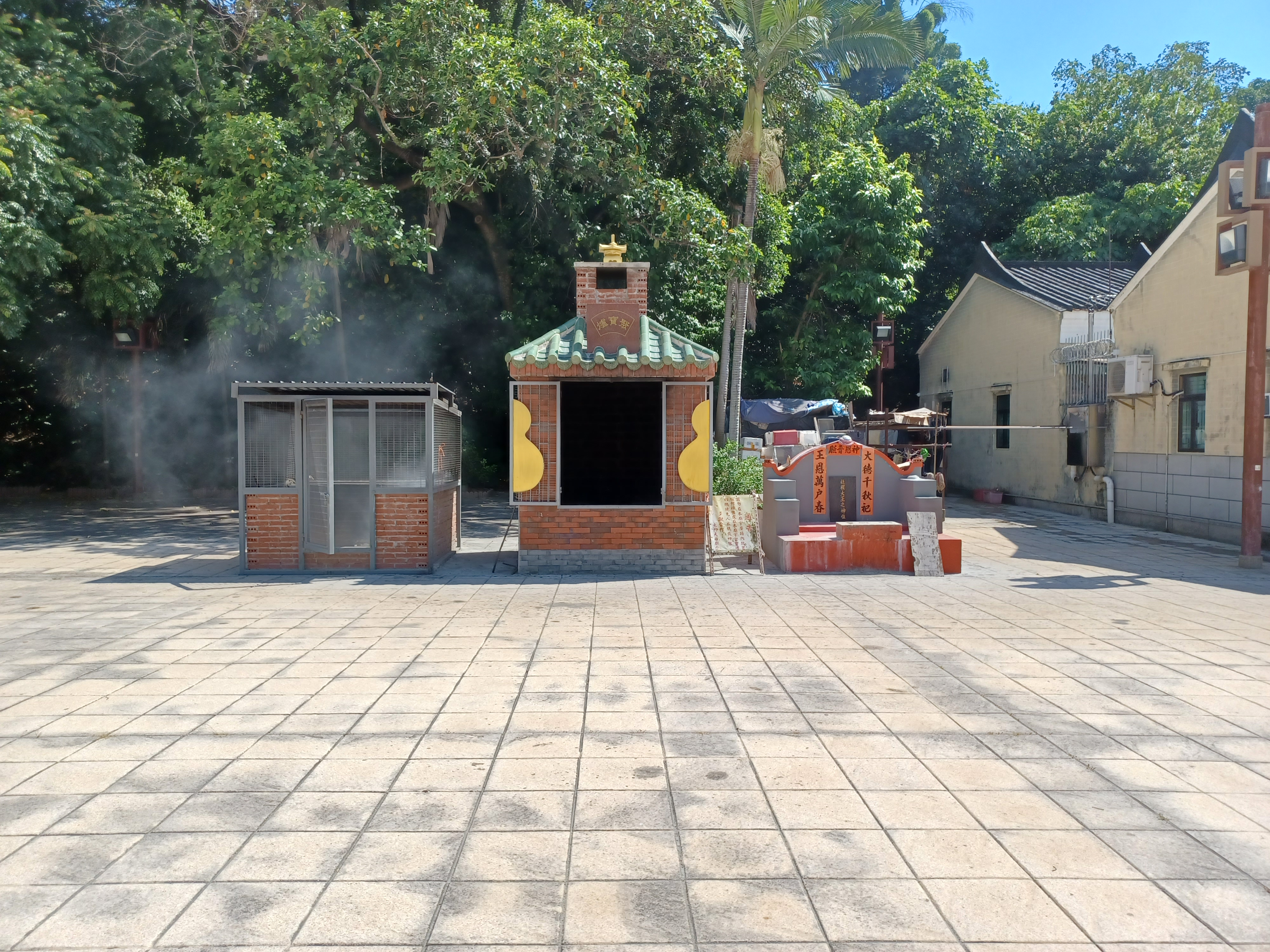
后角天后廟旁的聚寶爐

后角天后廟（英語：Hau Kok Tin Hau Temple），又稱口角天后古廟，位於香港屯門舊墟天后路，背靠小山丘，為屯門著名景點之一。

## 歷史

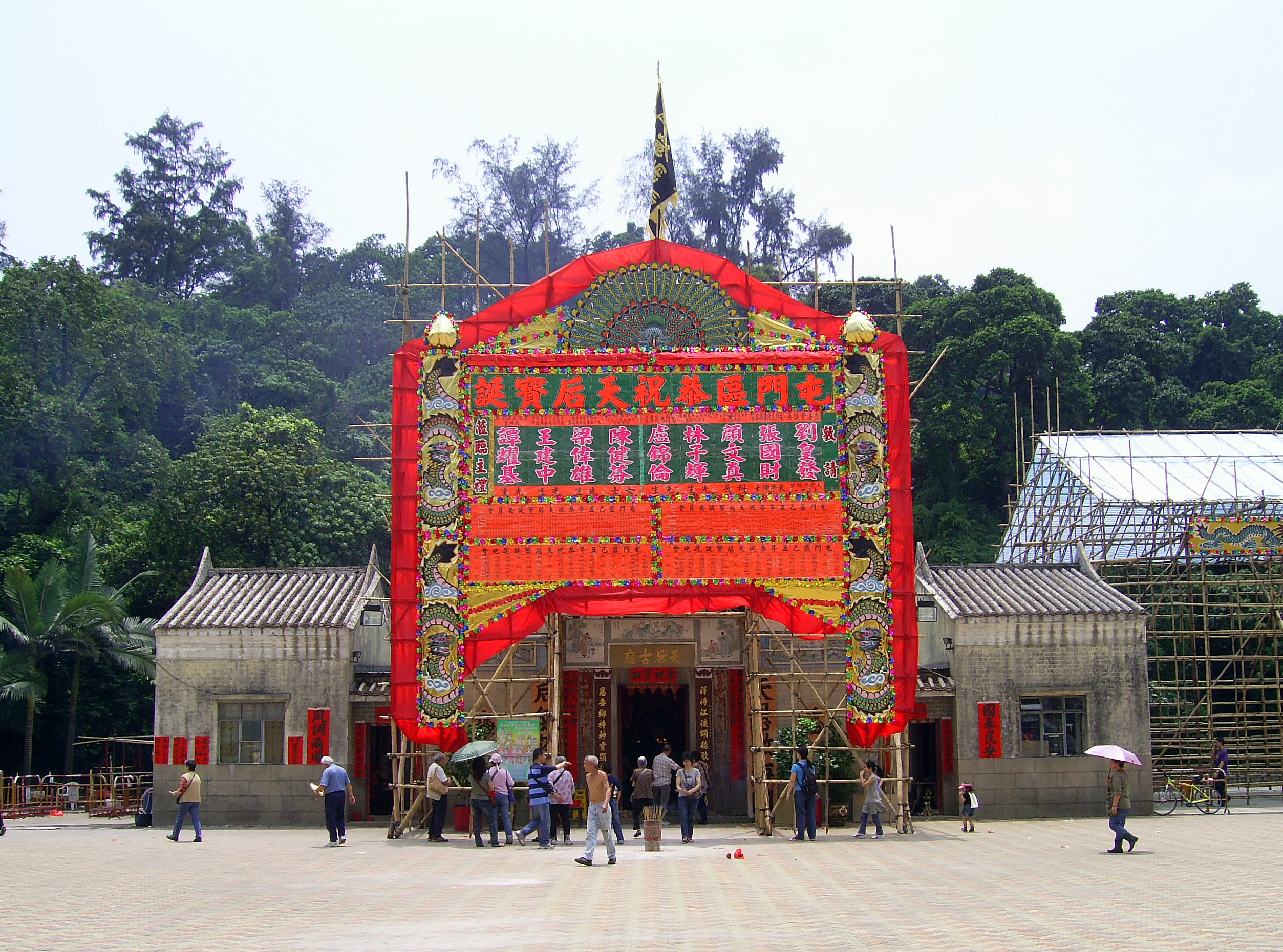
天后誕時的后角天后廟

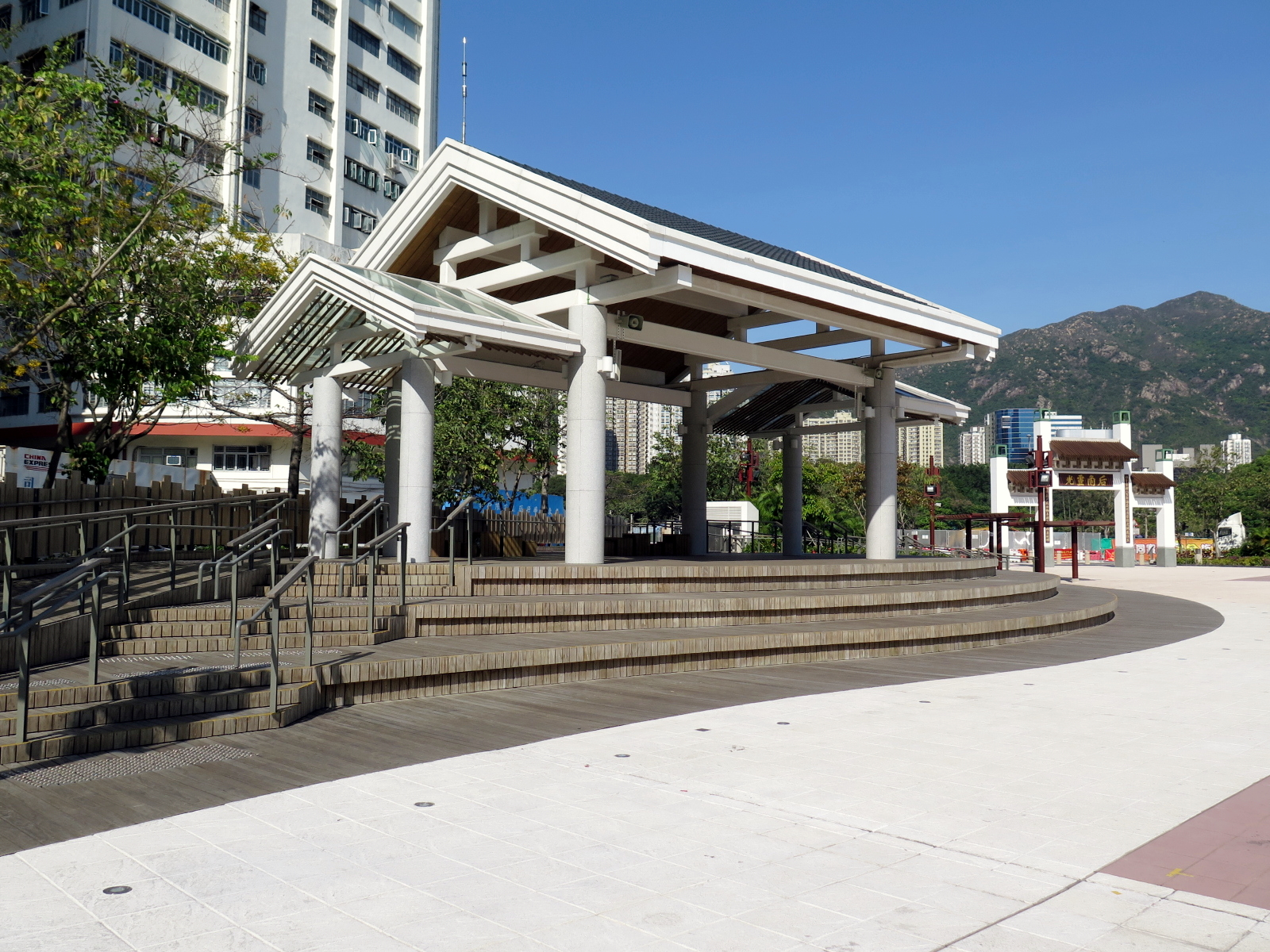
涼亭

口角天后古廟，位於屯門海口角落，背枕杯渡山，面朝屯門海港（青山灣），故名口角廟。
屯門舊墟古時為水道要衝，是屯門河原來出海口位置，因此有不少漁民聚居。漁民向來篤信天后，為求神明庇護以求工作平安，於是在屯門舊墟建天后廟來祀奉天后。
廟始建於明初（1368年）為經營鹽業的陶氏族人所創建。清代該區村民及忠義堂眾曾多次集資重修，西元1931年，再度重修，始得今貌。
現在，廟內仍有康熙36年（西元1697年）鑄造的銅鐘一口，為當時浙江籍人士奉送。可見其時屯門港對外海路的重要性。

## 景觀

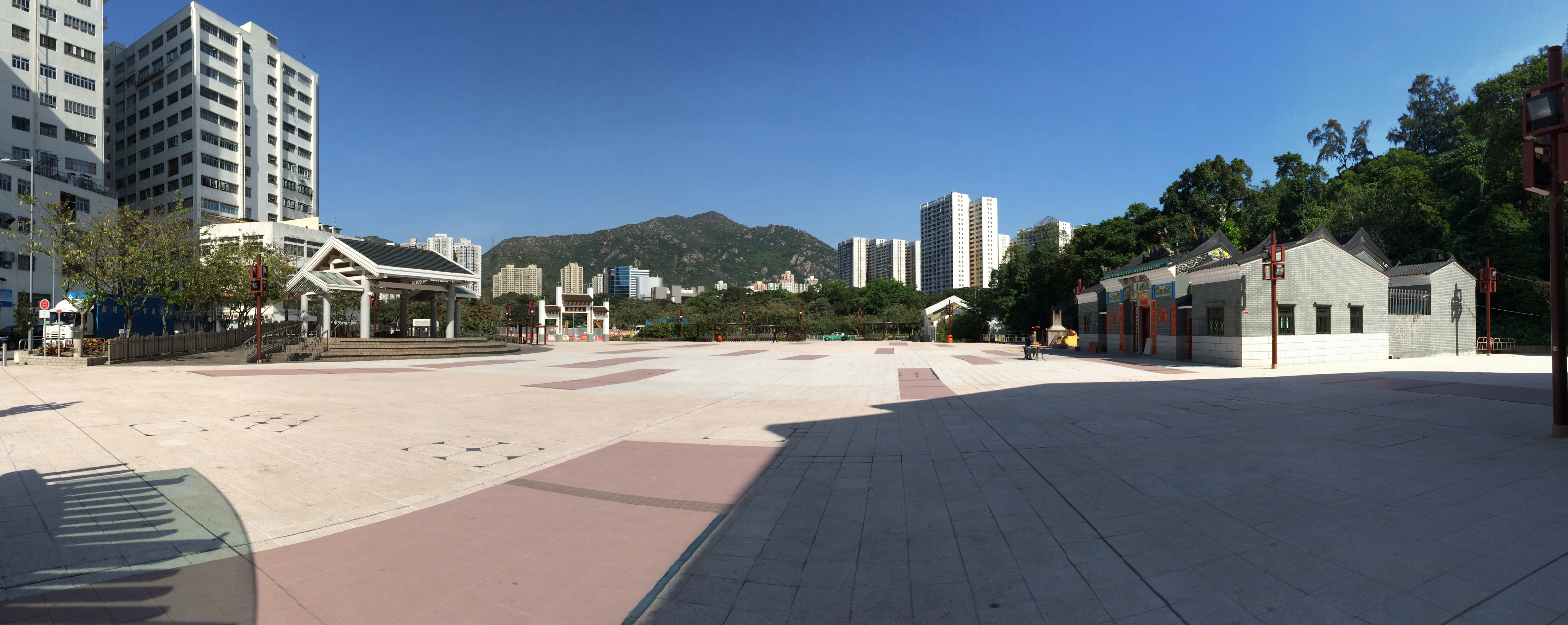
天后廟廣場全景

## 特色

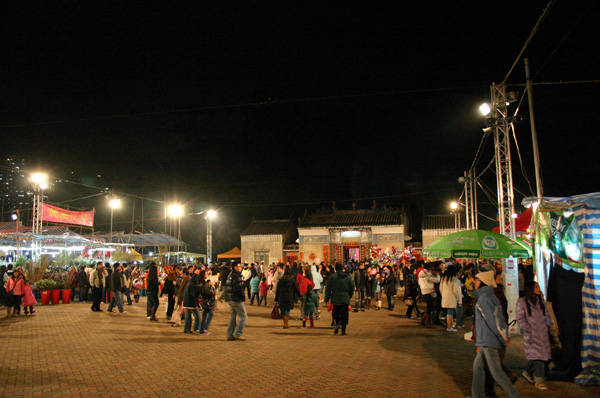
屯門年宵市場舉行於后角天后廟前廣場

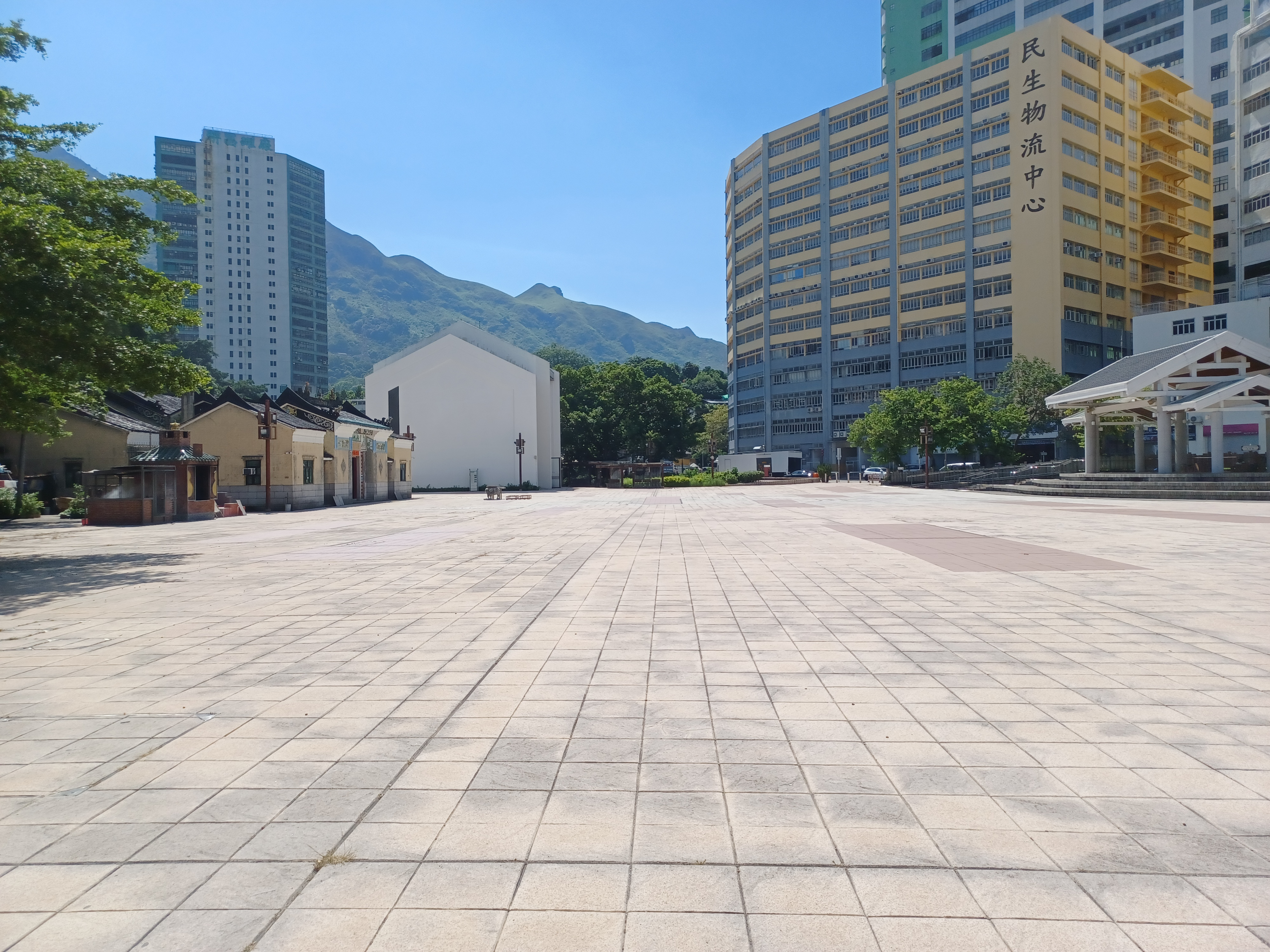
天后廟廣場

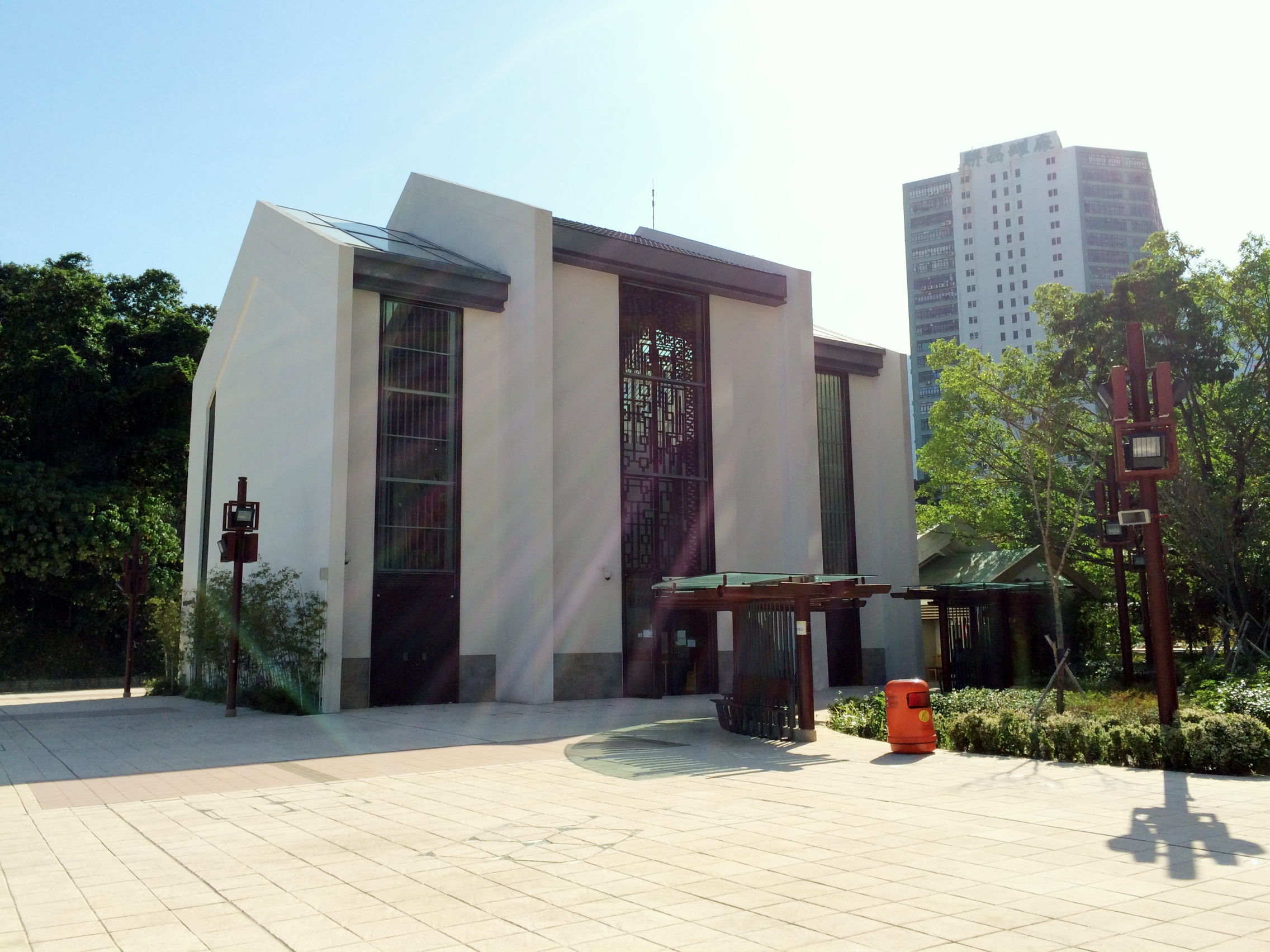
花炮展覽館

后角天后廟為屯門漁民的信仰中心，所以每年農曆3月23日天后寶誕都會舉辦廟會，其間會一連5天於廟前廣場架起舞台演神功戲及一系列活動如舞龍舞獅等。天后寶誕為屯門各村落居民及漁民的盛事，他們都會前往后角天后廟賀誕，為此警方亦會在天后路作封路措施以方便民眾到天后廟參拜。
另外由此屯門年宵市場用地因西鐵綫屯門站興建工程而失去，經過多年轉換場地後，近年選擇在廟前廣場為年宵市場用地。雖然年宵市場不及維園般大型，但由於在廟前舉行，甚有中國傳統廟會特色，所以有另一番的味道。
2012年因天后廟門外進行工程，屯門新年年宵改於石排頭遊樂場（即屯門工廠區內，巴士廠後）舉行，2014年開始搬回天后廟前。廟前空地於2013年擴建為天后廟廣場，附設花炮展覽館。
該廟為屯門陶氏族人物業，除了供奉天后及其侍從外，亦有財帛星君、金花夫人和太歲等神靈，還設有祭祀英烈的英雄殿。每年農曆三月廿三日的天后誕，善信齊集，最為熱鬧。

## 花炮展覽館

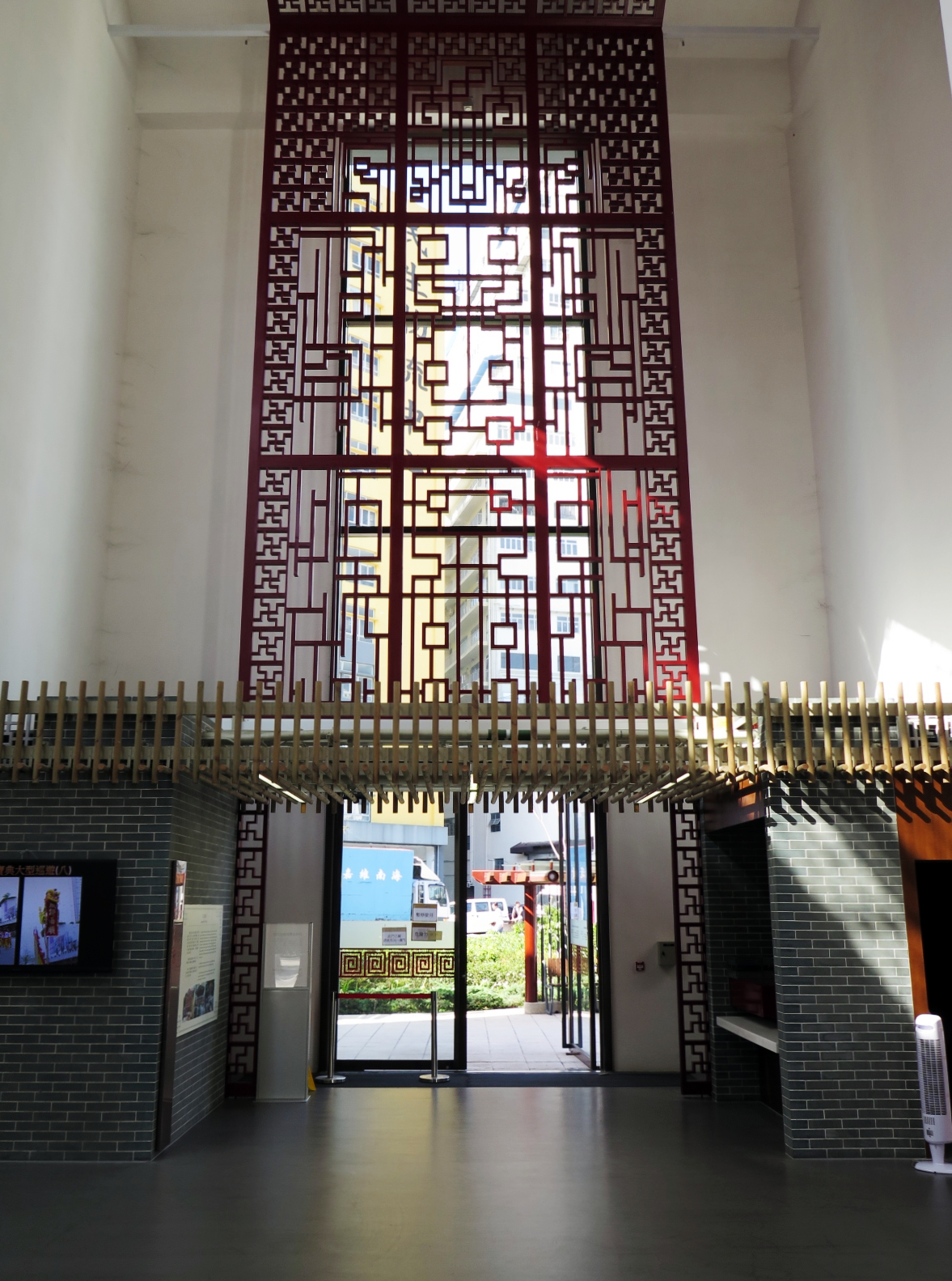
展覽館入口採用特色設計
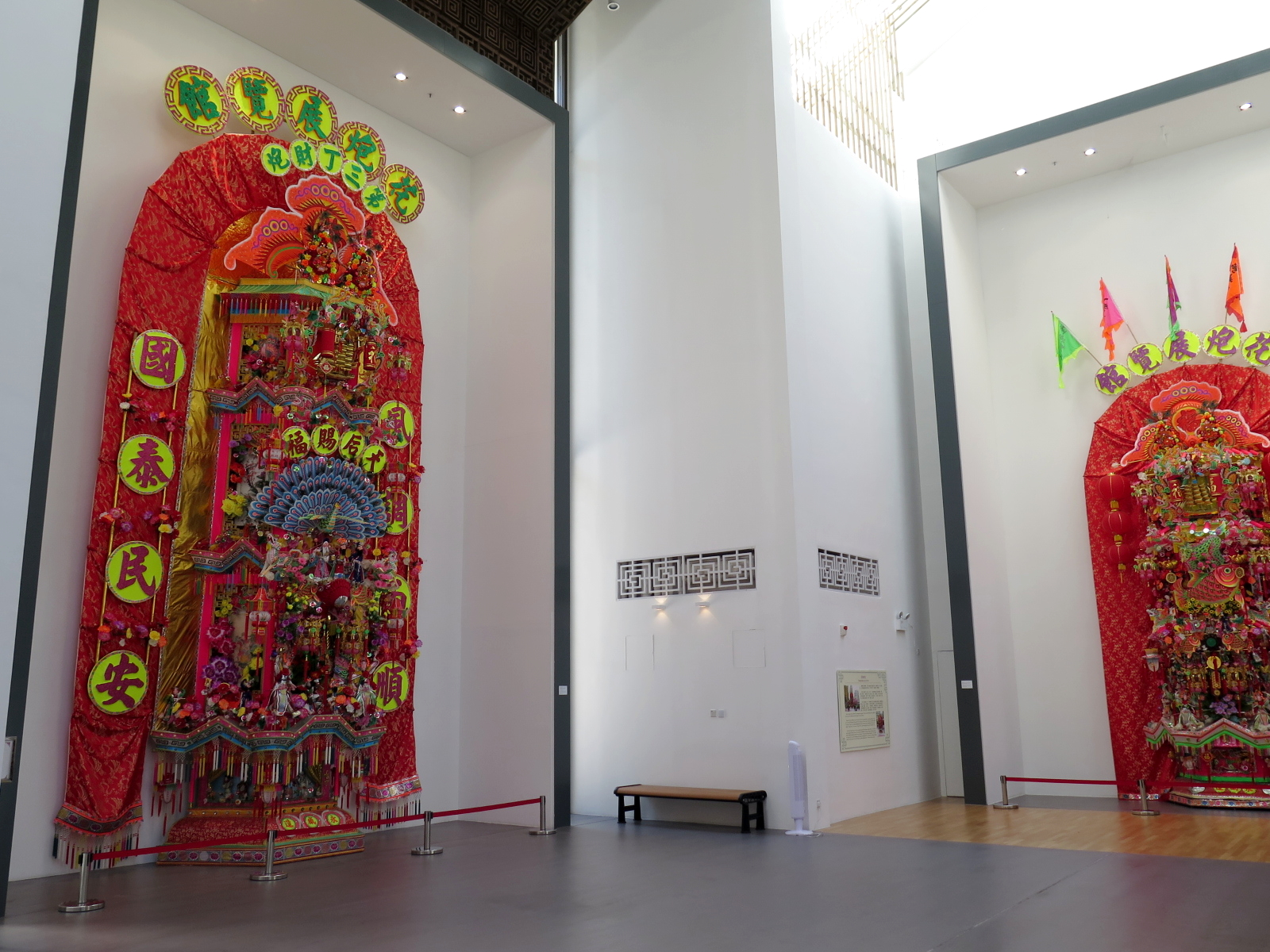
展覽館內貌
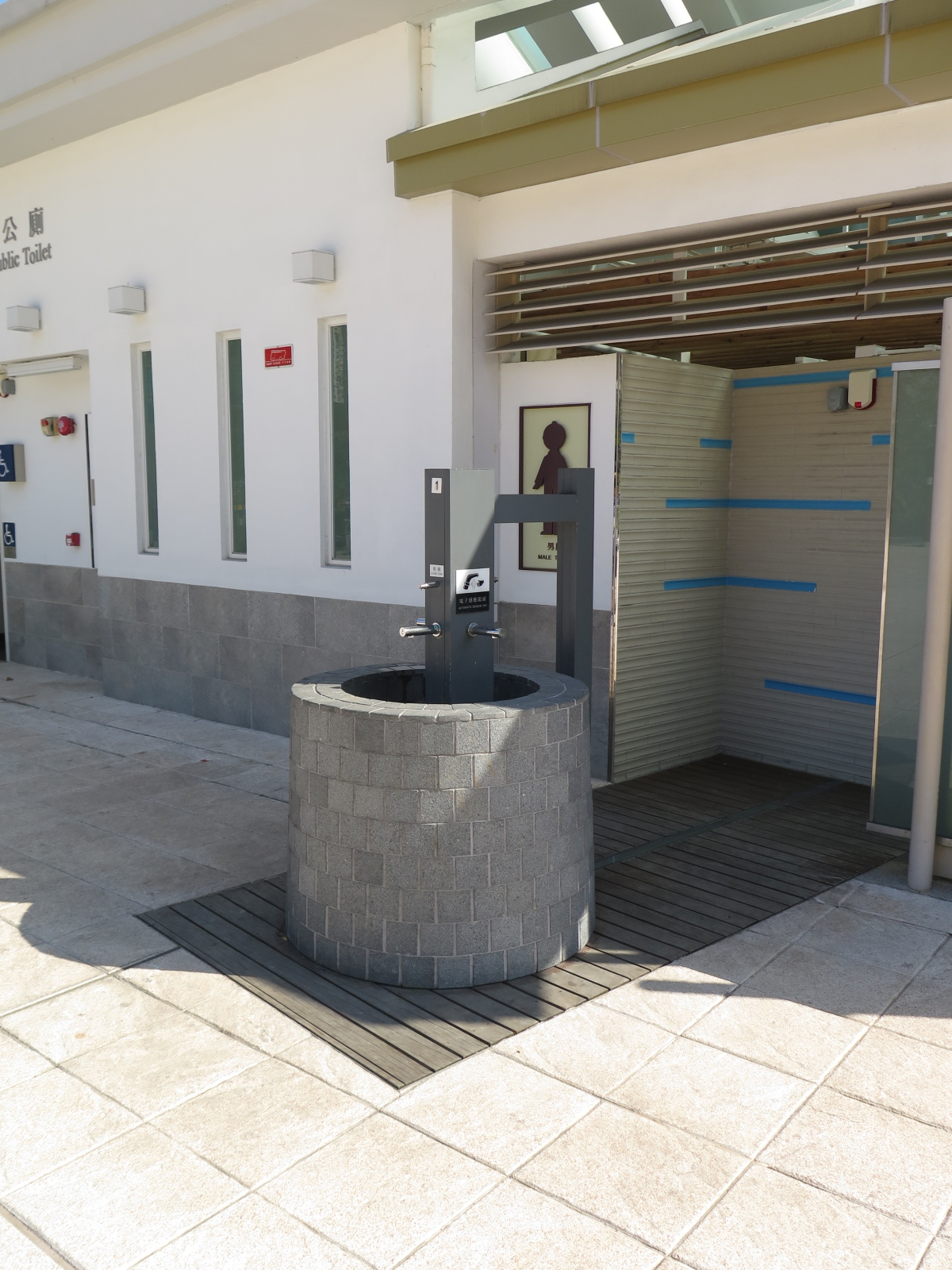
洗手間洗手盆採用井作設計元素

## 事件
2021年12月11日，在屯門天后路近天后廟對開地盤工作的姓徐(30歲)男工於樹上自縊亡，該男子被工友發現在工地內一棵樹上以尼龍繩上吊自殺。

## 外部連結
- 發現屯門 屯門社區生態古蹟文化導賞遊
- 口角天后古廟 | Village For Life 入鄉隨續 （页面存档备份，存于）